# Ukrajinka (hromada Hałycynowe)
Ukrajinka (ukr. Українка) – wieś na Ukrainie, w obwodzie mikołajowskim, w rejonie mikołajowskim, w hromadzie Hałycynowe. W 2001 liczyła 1170 mieszkańców, spośród których 1081 wskazało jako ojczysty język ukraiński, 80 rosyjski, 6 mołdawski, 1 rumuński, a 2 inny.